# سلوبودان برانكوفيتش
سلوبودان برانكوفيتش هو لاعب كرة قدم صربي في مركز الهجوم، ولد في 9 ديسمبر 1963 في بلغراد في صربيا. لعب مع أدميرا فاكر مودلينغ وراد بيوغراد وفيرست فيينا ونادي سانت بولتن.

## وصلات خارجية
- سلوبودان برانكوفيتش على موقع قاعدة بيانات كرة القدم.إي يو (الإنجليزية)
- سلوبودان برانكوفيتش على موقع عالم كرة القدم.نت (الإنجليزية)